# 随笔
随笔，亦称杂文、試筆，是由法国散文家蒙田所创的一种文学样式，散文的一个分支，是议论文的一个变体，兼有议论和抒情两种特性，通常篇幅短小，形式多样，写作者惯常用各种修辞手法曲折传达自己的见解和情感，是言禁未开之社会较为流行的一种文体。